# Col de Lary
Pour les articles homonymes, voir Lary (homonymie).
Le col de Lary est un col de montagne pédestre des Pyrénées à 2 278 mètres d'altitude, dans le Lavedan, dans le département français des Hautes-Pyrénées en Occitanie.
Il relie la vallée de Sausse Dessus (vallée d'Ossoue) au nord-ouest à celle des Espécières à l'est incorporée dans la vallée de Gavarnie.

## Toponymie
En occitan, larry ou arr signifie « rocheux, rocher ».

## Géographie
Le col de Lary est situé entre le pic de Lary (2 397 m) au nord-est, et le pic des Ligades (2 457 m) au sud-ouest. Il surplombe la station de ski de Gavarnie à l'est.

## Protection environnementale
Le col est situé dans le parc national des Pyrénées et fait partie d'une zone naturelle protégée, classée ZNIEFF de type 1 et de type 2.

## Voies d'accès
Le versant nord-ouest est accessible par une partie du sentier de grande randonnée GR 10 au départ du chalet-refuge de la Grange de Holle sur le versant est, par la station de ski de Gavarnie.